# Aneilema neocaledonicum
Aneilema neocaledonicum är en himmelsblomsväxtart som beskrevs av Rudolf Schlechter. Aneilema neocaledonicum ingår i släktet Aneilema och familjen himmelsblomsväxter. Inga underarter finns listade.